# Station Öztal
Ötztal is een spoorwegstation aan de Arlbergspoorlijn in de gemeente Haiming in Tirol.
Het station bij spoorkilometer 45,42 van de Arlbergbahn werd in 1883 geopend bij het Ötztal. Rond het station vestigden zich in de loop der tijd bedrijven en ontwikkelde zich de plaats Ötztal-Bahnhof.
Het station is vooral bedoeld als aansluiting van het Ötztal op het spoorwegnet, daarom stopt hier niet alleen de S-Bahn, maar wordt het station ook bediend door langeafstandstreinen. De reizigersstroom is gemiddeld 2400 per dag.
Op het stationsplein vertrekken de buslijnen naar het Ötztal en is een parkeer en reis terrein voor 225 auto's. In 2019 haalde het station de 6e plaats op de ranglijst van kleine stations van de VCÖ.

## Stationsgebouw
Het stationsgebouw uit de begintijd van de Arlbergspoorlijn staat op de monumentenlijst. Het heeft twee lagen en een zolder met een schilddak. De gevels zijn van steen en met hoekstenen en heeft in het midden een risaliet van drie gevelvakken breed. De bovengevel van hout is sterk gestructureerd. Aan weerszijden van het hoofdgebouw staan twee zijvleugels met een gepleisterde gevels en een zadeldak. Het perrondak op ijzeren palen is uitgevoerd als veranda tussen de zijvleugels. 

## Reizigersverkeer
Het station is van belang voor het forensenverkeer naar Innsbruck en dienst daarnaast voor het toerisme in het Ötztal.

### Trein
In de normale dienst stoppen de treinen langs de twee eilandperrons die via een reizigerstunnel bereikbaar zijn. Naast de S-Bahn Tirol stoppen, behalve de twee-uursdienst van de Railjet die in Imst-Pitztal stopt, overdag alle langafstandstreinen in het station. Dit zijn de treinen tussen Zürich en Budapest/Bratislava via Wenen en een beperkt aantal slagen naar Graz en Duitsland. 's nachts stopt  alleen de Nightjet tussen Wenen en Bregenz terwijl de andere nachttreinen doorrijden.

### Bus
Vanaf het stationsplein rijden de streekbussen van de Österreichische Postbus AG naar plaatsen rond het station en in het Ötztal.
- 320: Imst – Ötztal Bhf. – Längenfeld – Sölden – Obergurgl
- 4196: Imst – Ötztal Bhf. – Haiming – Silz – Mötz – Oetz – Kühtai
- 8352: Innsbruck – Telfs – Mötz – Silz – Haiming – Ötztal Bhf.

## Afbeeldingen

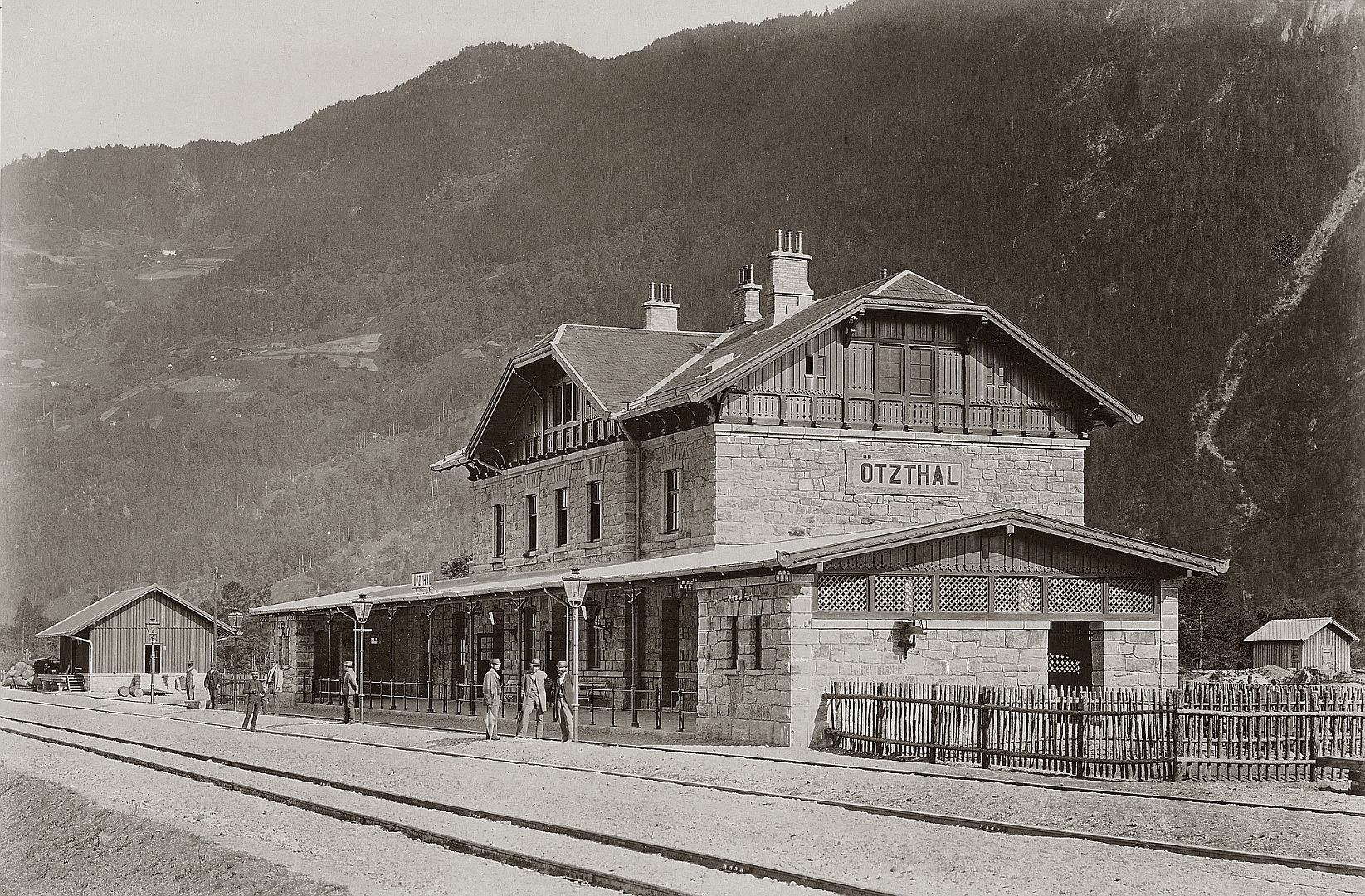
De spoorzijde van het station in 1883.
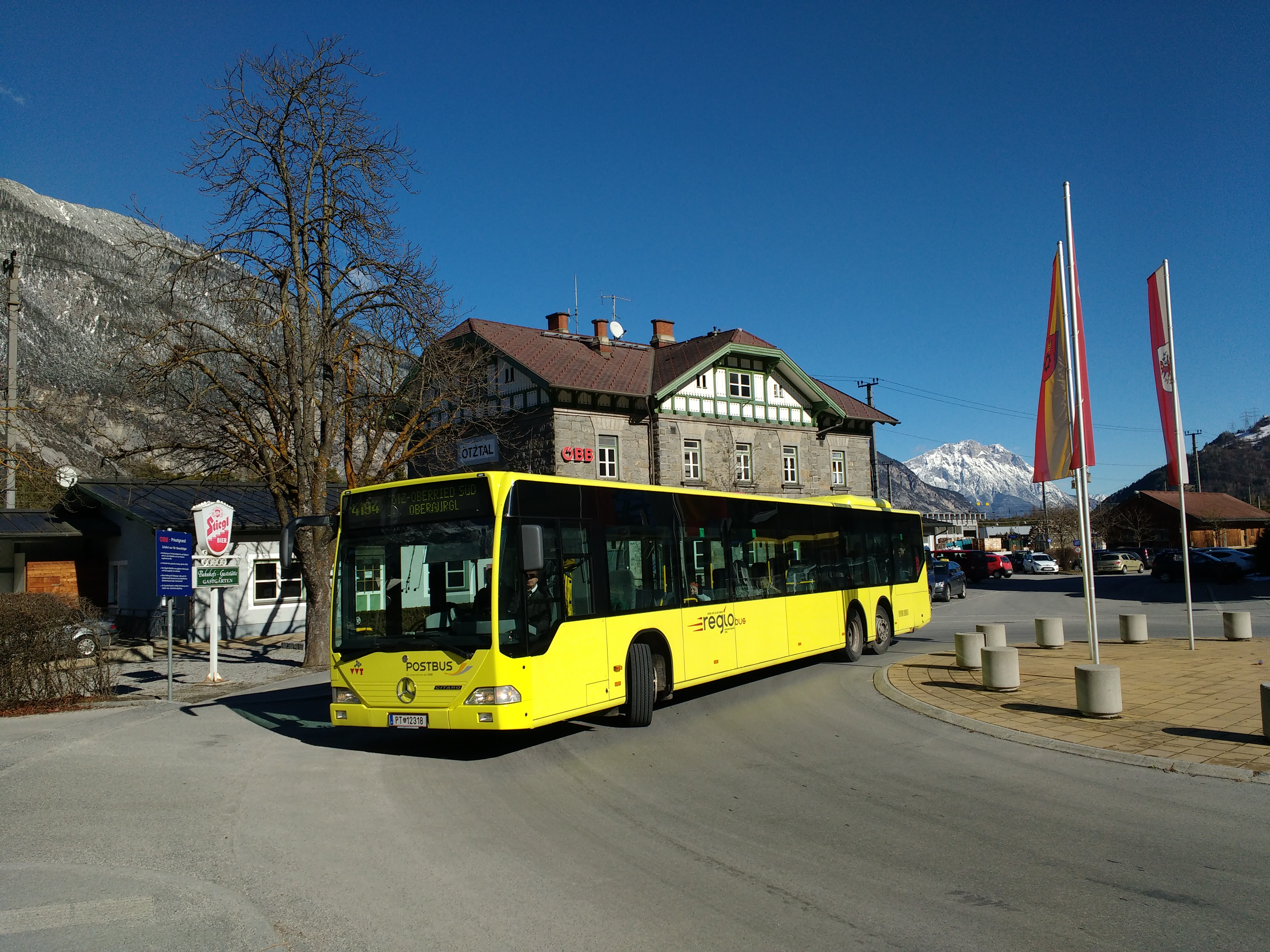
Streekbus op het stationsplein.
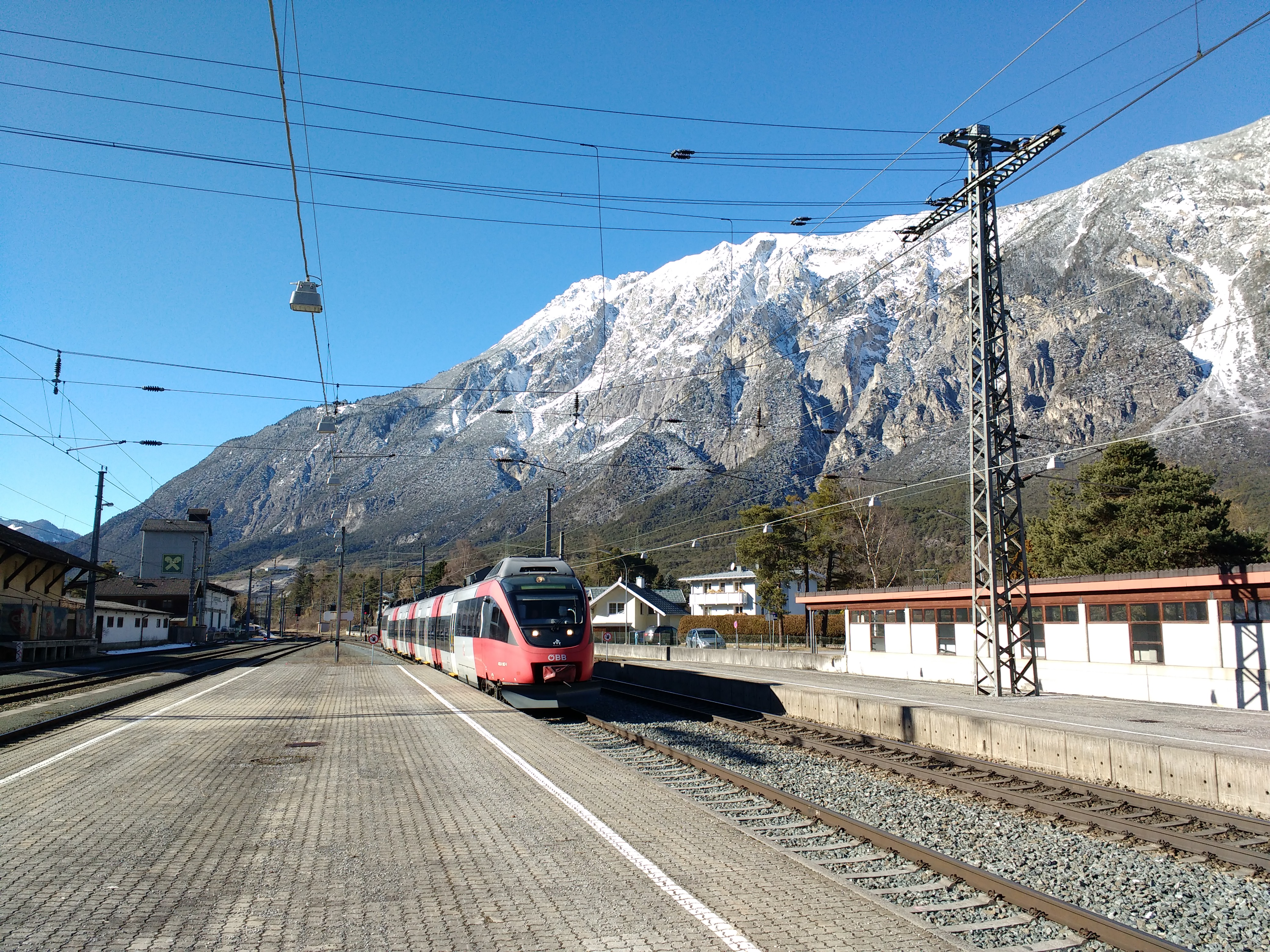
S-Bahn in station Ötztal.